# مجموعة بابل الإعلامية
بابل ميديا هي شركة متعددة الوسائط تقع في عنكاوا، أربيل، الواقعة في إقليم كردستان العراق المستقل.

## تاريخ
تأسست الشركة عام 1998 على يد الأخوين الآشوريين سلوان ونشوان زيتو، المنحدرين من مدينة زاخو شمال العراق. كان الشقيقان يعيشان في هولندا، وافتتحا شركتهما في البداية كمزود تغطية إعلامية في جميع أنحاء أوروبا. وفي أعقاب الغزو الأمريكي للعراق، قررا نقل عملياتهما إلى العراق عام 2005، لتقديم مجموعة واسعة من الخدمات.

## العمليات
تقدم شركة بابل ميديا مجموعة واسعة من الخدمات في شمال العراق وكردستان العراق. العمليات التي تقوم بها الشركة مُدرجة أدناه بالترتيب.

### التلفزيون والسينما
تمتلك الشركة وتدير العديد من شبكات التلفزيون، بما في ذلك قناة بابل التلفزيونية وإذاعة بابل إف إم، والتي تقدم برامج متنوعة، من الأخبار والترفيه إلى الرياضة وأسلوب الحياة. سبق لقسم الأفلام في الشركة أن أنتج ووزع العديد من الأفلام، وقد نال بعضها استحسان النقاد. كما شاركت الشركة في إنتاج فيلمين سينمائيين، هما "الكلاسيكو" و"إخفاء صدام حسين"، بالإضافة إلى العديد من الأفلام الأخرى.

### تكاملات التلفزيون والراديو
أنشأت مجموعة بابل الإعلامية وشغّلت العديد من القنوات والمحطات التلفزيونية خلال فترة عملها في المنطقة. إلى جانب قناتي بابل التلفزيونية وبابل إف إم، تشرف المجموعة على قنوات أخرى تشمل غالي كردستان، ونت تي في، وإن آر تي نيوز، وسامارا تي في، وصلاح الدين تي في، وإذاعة السلام، ويو تي في، وكوردسات تي في، حيث تقدم كل منها محتوى فريدًا يلبي احتياجات جمهور متنوع. في نوفمبر 2014، وقّعت الشركة عقدًا مع شركة ياه لايف الإماراتية لإضافة المزيد من القنوات إلى شبكتها.
تبث الشركة محتواها باللغتين الإنجليزية والعربية بشكل أساسي. ورغم إدارتها لبعض القنوات الكردية في العقد الأول من القرن الحادي والعشرين، مثل كورك تي في وقناة 4، إلا أنها لم تعد تبث أي محتوى باللغة الكردية. أما البث باللغة الآشورية فيتم بشكل رئيسي عبر إذاعة السلام، الممولة من الحكومة العراقية.

### الأحداث
منذ نقل عملياتها إلى العراق، شاركت الشركة في تنظيم مجموعة واسعة من الفعاليات في جميع أنحاء أوروبا والعراق. في عام 2016، استضافت الشركة مسابقة ملكة جمال كردستان، وخصصت 350 ألف دولار أمريكي لاستضافة الحدث في أربيل. كما استضافت الشركة عددًا كبيرًا من الفعاليات لحكومة كردستان العراق والمنظمات التابعة لها.

## روابط خارجية
- الموقع الرسمي
- [https://www.instagram.com/babylonworld/ Babylon World - since 1998

] على إنستغرام
- Babylon Media Group's channel on YouTube